# Gustav Radbruch
Gustav Radbruch (Lubecca, 21 novembre 1878 – Heidelberg, 23 novembre 1949) è stato un politico e giurista tedesco.
Fu un importante filosofo del diritto, autore della celebre formula sul torto legale (gesetzliches Unrecht) che porta il suo nome ancora oggi.

## Biografia
Gustav Radbruch nacque a Lubecca il 21 novembre 1878. Figlio di un ricco commerciante, dal 1898 studiò giurisprudenza a Monaco di Baviera, Lipsia e Berlino. Conseguì il dottorato di ricerca magna cum laude nel 1902 con una tesi dottorale intitolata "La teoria della causalità adeguata." Un anno dopo ottenne l'abilitazione all'insegnamento. Dal 1903 prese a insegnare diritto penale a Heidelberg. Nel 1904 fu nominato professore di diritto penale, procedura penale e di filosofia del diritto a Heidelberg. In questo periodo ebbe l'opportunità di conoscere alcuni degli studiosi che influenzarono di più il suo pensiero (tra i quali, ad esempio, il sociologo Max Weber) e di concentrarsi nello sviluppo della linea di pensiero e dei principi di cui si fece portatore.
Radbruch fu membro del Partito Socialdemocratico di Germania (SPD) ed ebbe un seggio nel Reichstag dal 1920 al 1924. Nel 1921-1922 e fino al 1923, fu Ministro della giustizia nei governi di Joseph Wirth e di Gustav Stresemann. Durante il suo ministero, fu approvato un cospicuo numero di leggi fondamentali nell'ordinamento giuridico tedesco.
Durante il periodo nazista, dopo essere stato il primo professore universitario sospeso dall'insegnamento non per motivi raziali ma per motivi politici, si dedicò soprattutto a studi in ambito culturale-storico. Subito dopo la fine della seconda guerra mondiale nel 1945, riprese l'attività di insegnamento e l'attività nel Partito Socialdemocratico di Germania. Morì nel 1949 lasciando incompiuta l'edizione aggiornata del suo manuale di filosofia del diritto.

## I concetti
La filosofia del diritto di Radbruch derivava dal neokantismo, che postulava una cesura netta fra l'essere (Sein) e il dover essere (Sollen). Secondo questa dottrina, il dover essere non implica necessariamente l'essere. Ciò che deve essere non è necessario che sia. 

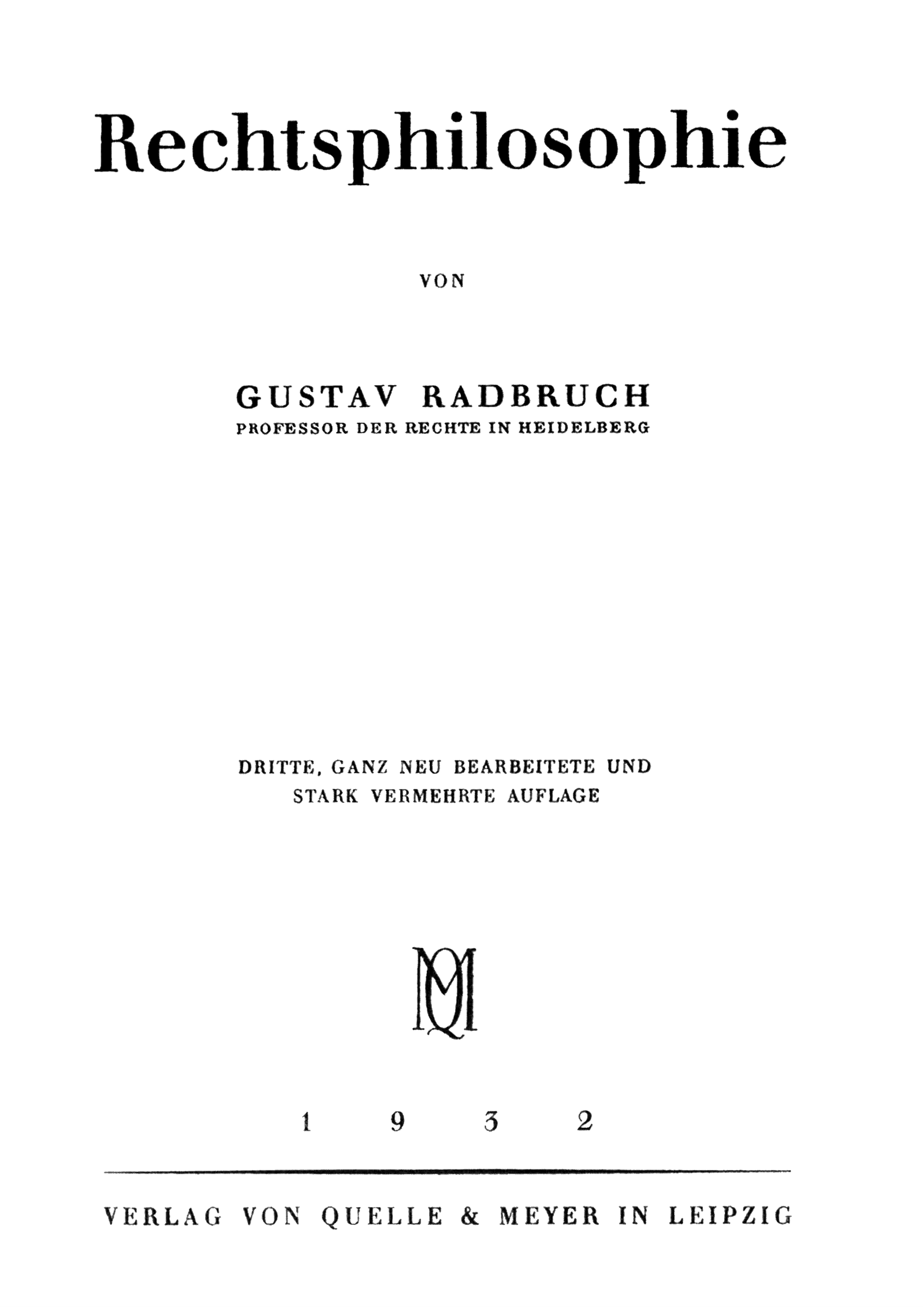
Il manuale di filosofia del diritto di Gustav Radbruch

Il nucleo della filosofia del diritto di Radbruch consiste nella separazione fra diritto positivo e idea del diritto. L'idea di diritto è definita mediante la triade costituita da giustizia, utilità e sicurezza.
Su questa triade si basa la formula di Radbruch, che ancora oggi è oggetto di un vivace dibattito. Il concetto di legge, per Radbruch, è «null'altro che il fatto che deve servire l'idea della legge».
Il problema del contrasto fra spirito e lettera della legge, in Germania, tornò all'attenzione pubblica a causa dei comportamenti omicidi degli ex soldati tedeschi orientali (della DDR) che esercitavano attività di polizia lungo il muro di Berlino. Questi sparavano sulle persone che cercavano di oltrepassare il muro di Berlino per adempiere ad ordini gerarchici. Si discusse in modo particolare della cosiddetta obbligatorietà degli ordini gerarchici.
Le teorie di Radbruch contrastavano con le teorie del "ius quia iussum" propugnate da Hans Kelsen e, in parte, anche da Georg Jellinek, improntate al positivismo giuridico.
In breve, la formula di Radbruch postula che laddove la legge scritta sia incompatibile con i principi di giustizia sostanziale «ad un livello intollerabile», o la legge statutaria sia stata posta in essere esplicitamente in aperto contrasto con «il principio di uguaglianza che costituisce il fondamento di tutta la giustizia», la legge statutaria deve essere disapplicata dal giudice per ragioni di giustizia sostanziale. Il principio di diritto contenuto nella formula fu accolto dalla Corte costituzionale federale della Germania in diverse pronunce.

## Opere
- Gesamtausgabe in 20 Bänden. Hrsg. von Arthur Kaufmann, Bd. 1: Rechtsphilosophie I, bearb. von A. Kaufmann, Heidelberg 1987.
- Einführung in die Rechtswissenschaft. Leipzig 1910; 11. Aufl., besorgt von Konrad Zweigert, Stuttgart 1964.
- Paul Johann Anselm Feuerbach. Ein Juristenleben. Wien 1934.
- Gesetzliches Unrecht und übergesetzliches Recht, in: SJZ 1946, S. 105 bis 108.
- Rechtsphilosophie, Studienausgabe, herausgegeben von Ralf Dreier und Stanley L. Paulson, C. F. Müller, 2. Aufl., Heidelberg 2003.